# Вірогідність
Вірогі́дність — переконаність, що певний стан речей був, є чи буде саме таким, а не іншим, оцінка певного твердження як гідного віри.
Вірогідний — який не викликає сумніву; достовірний.

## В теорії ймовірностей
В теорії ймовірностей поняття потребує уточнення. Вірогідною називається подія, що має ймовірність 1, тобто 100-відсоткову. У класичній схемі це те ж саме, що й подія не може не трапитись, але у багатьох інших ймовірнісних просторах це взагалі кажучи не зовсім тотожні речі. Скажімо, якщо на відрізок випадково вкидається точка, то ймовірність того, що це виявиться точно середина цього відрізку, є нульовою, тому подія не потрапити точно до середини відрізку є вірогідною, проте теоретично не заперечується можливість потрапити точно в середину, хоча й з нульовою ймовірністю.